# Alvin Toffler

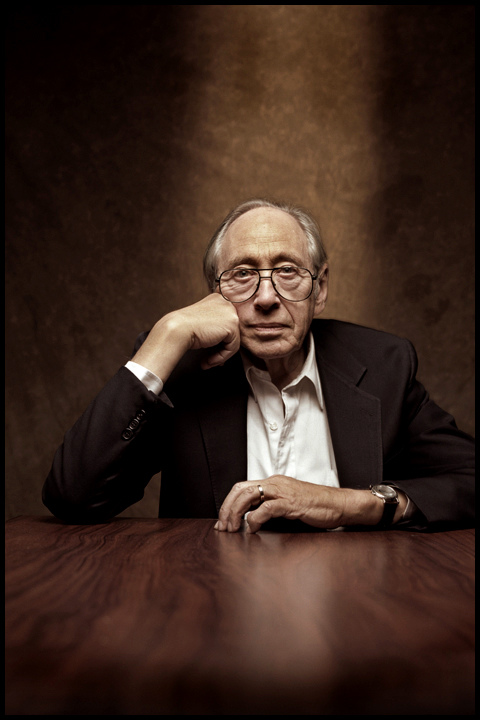
Alvin Toffler (2006)

Alvin Toffler (* 4. Oktober 1928 in New York City; † 27. Juni 2016 in Los Angeles) war ein US-amerikanischer Futurologe. Er war bekannt für seine Arbeiten zur Digitalen Revolution, der Technologischen Singularität und der Kommunikations-Revolution.

## Leben
Aufgewachsen in Brooklyn als Kind polnischer Juden studierte Toffler Literatur an der NYU, wo er seine spätere Frau Heidi Toffler kennenlernte, die ebenfalls Schriftstellerin und Futurologin ist. Nach seinem Abschluss 1950 zogen sie in den Mittleren Westen und ließen sich in Cleveland von einem Friedensrichter trauen.
Beide arbeiteten am Fließband, um mit Erfahrungen aus erster Hand darüber schreiben zu können. Nach der Geburt ihres einzigen Kindes Karen (* 1954, † 2000) fand Toffler Anstellung bei einer Sachzeitschrift für Schweißtechnik. Später arbeitete er für eine Gewerkschaftszeitung, was ihn 1957 nach Washington führte, von wo aus er über Arbeitsmarkt-Themen berichtete.
1959 kehrten die Tofflers zurück nach New York, nachdem er sich beim Fortune-Magazin beworben hatte. Seine frühen Arbeiten beschäftigten sich mit Technologie und deren Folgen (durch Effekte wie „Informationsüberflutung“, englisch Information Overload). Dann beschäftigte er sich mit den Reaktionen und dem Wandel der Gesellschaft. Seine spätere Arbeit beschäftigte sich mit der zunehmenden Stärke der Militärtechnologie des 21. Jahrhunderts.
Viele der Bücher, die unter dem Namen Alvin Toffler erschienen, wurden von den Eheleuten gemeinsam verfasst. Alvin Toffler starb im Alter von 87 Jahren zu Hause in Los Angeles.

## Einfluss und Kritik
Alvin Toffler war, neben seinem Einfluss als Publizist, weltweit Berater von Behörden und konservativen Regierungen. Insbesondere in asiatischen Ländern war er populär. In Future Shock vertrat er die Auffassung, dass fast alle sozialen Probleme der 1960er Jahre auf die steigende Geschwindigkeit des technologischen Wandels zurückzuführen seien. Dieser sei in der Arbeitswelt stärker durch Experten zu kontrollieren. Er sah dabei auch einen Effekt auf die das 20. Jahrhundert in Ost und West prägenden Bürokratien. Weit davon entfernt, ein klassischer Bürokratiekritiker zu sein, prognostizierte er den Zerfall der Bürokratien von innen heraus, dessen Beginn man bereits in den 1960er Jahren beobachten konnte: er sprach von einem «breakdown of bureaucracy». Aus diesen Beobachtungen heraus entwickelte und prägte er – lange vor den Theorien über flache Hierarchien – den Begriff der ad-hocracy, die durch einen Kollaps der Hierarchien und einen Wechsel der vertikalen zu einer horizontalen Arbeitsteilung und Kommunikation gekennzeichnet seien (ebd.).
Future Shock und The Third Wave dienten den Detroit-Techno-Musikern Derrick May, Kevin Saunderson und Juan Atkins als maßgebliche Inspiration. Mithilfe ihrer Musik setzten sie die lose formulierte Idee von Tofflers sogenannten Techno Rebel um. Das Album Future Shock von Herbie Hancock ist angeblich nach dem Buch benannt.
„The Third Wave“ inspirierte eine Reihe von Autoren des Cyberpunk, vor allem John Shirley, Bruce Sterling und William Gibson. Laut Sterling sei „das Buch für viele Cyberpunks geradezu eine ‚Bibel‘“.
David Graeber bezeichnet Toffler wegen seiner expertokratischen Position als eine „jüngere, intellektuell leichtgewichtige Ausgabe des Sozialtheoretikers Auguste Comte aus dem 19. Jahrhundert“.

## Werke
- The Culture Consumers: A controversial study of art and affluence in America, 1964, St. Martin’s Press, ISBN 1-199-15481-4
- The Schoolhouse in the City, 1968, Praeger
- Future Shock, 1970, deutsch: Der Zukunftsschock. Strategien für die Welt von morgen. Goldmann Sachbuch 11364 ISBN 3-442-11364-4
- The Eco-Spasm Report, 1975, deutsch: Die Grenzen der Krise
- The Third Wave, 1980, deutsch: Die dritte Welle. Zukunftschance. Perspektiven für die Gesellschaft des 21. Jahrhunderts 1983 ISBN 3-442-11350-4
- Previews and Premisses, 1983
- Powershift: Knowledge, Wealth and Violence at the Edge of the 21st Century, 1990, deutsch: Machtbeben ISBN 3-430-19117-3
- War and Anti-War, 1993, deutsch: Überleben im 21. Jahrhundert
- Creating a new civilization: The politics of the Third Wave, 1995
- Revolutionary Wealth, 2006